# Hannah Flagg Gould
Hannah Flagg Gould (ur. 1789, zm. 1865) – prozaiczka i poetka amerykańska. Urodziła się 3 września 1789 w  Lancaster w stanie Massachusetts. Była córką Benjamina Goulda (1751-1841), weterana wojna o niepodległość Stanów Zjednoczonych, uczestnika bitwy pod Lexington i Concord. Kiedy owdowiał, pozostała z nim na stałe. Wydała kilka tomów poezji i jeden zbiór prozy, Gathered Leaves, or, Miscellaneous Papers (1846). Opublikowała między innymi zbiorki Poems (1832), Poems (w trzech tomach, 1836), The Golden Vase, a Gift for the Young (1843) i Hymns and Poems for Children (1854). Zmarła w Newburyport w Massachusetts 5 września 1865.